# West Buechel, Kentucky
West Buechel, Kentucky (енгл. West Buechel) град је у америчкој савезној држави Кентаки.

## Демографија
По попису из 2010. године број становника је 1.230, што је 71 (-5,5%) становника мање него 2000. године.
| Група             | 2000.       | 2010.       |
| Белци             | 772 (59,3%) | 548 (44,6%) |
| Афроамериканци    | 338 (26,0%) | 469 (38,1%) |
| Азијати           | 93 (7,1%)   | 20 (1,6%)   |
| Хиспаноамериканци | 94 (7,2%)   | 143 (11,6%) |
| Укупно            | 1.301       | 1.230       |